# Brian Marsden
Brian Geoffrey Marsden (Cambridge, 5 augustus 1937 – Burlington (Massachusetts), 18 november 2010) was een Brits astronoom die woonde en werkte in de Verenigde Staten.

## Biografie
Marsden werd geboren in het Engelse Cambridge als zoon van Thomas Marsden, die wiskundeleraar was aan een High school, en Eileen Marsden. Geïnspireerd door zijn moeder hield Brian zich als tiener al bezig met astronomie en berekende hij de omloopbanen van de planeten en hun manen. Op 16-jarige leeftijd bezocht regelmatig de maandelijkse bijeenkomsten van de Britse Astronomical Association (BAA).
Na de middelbare school studeerde hij sterrenkunde aan de universiteit van Oxford en later aan Yale-universiteit. Aan Yale, waar hij in 1969 zijn doctoraat in de astronomie verkreeg, maakte Marsden kennis met IBM 650 waarmee hij de omloopbanen van nieuwe kometen berekende. In 1978 werd hij directeur van het Minor Planet Center (MPC) aan het Harvard–Smithsonian Center for Astrophysics in Cambridge (Massachusetts), een positie die hij tot 2006 behield. Naast deze functie diende hij van 1968 tot 1999 als directeur van het Central Bureau for Astronomical Telegrams (CBAT).
Marsden was een expert op het gebied van hemelmechanica en astrometrie en specialiseerde zich in de berekening van de omloopbanen van planetoïdes en kometen. Als hoofd van MPC kwamen alle meldingen van nieuwe ontdekkingen van kometen en planetoïden als eerste bij hem binnen en had hij – via de commissie van de Internationale Astronomische Unie – een grote invloed op de naamgeving ervan.
Begin jaren 1990 voerde Marsden een krachtige lobby om Pluto te degraderen tot planetoïde, met catalogusnummer 10000, vanwege zijn positie in de Kuipergordel, maar zijn voorstel werd niet geaccepteerd. Desondanks werd in 2006 door de leden van de Internationale Astronomische Unie besloten om een nieuwe categorie van dwergplaneten te creëren, waaronder Pluto. Tijdens deze bijeenkomst maakt Marsden bekend om na 28 jaar terug te treden als directeur van het MPC.
- Gemeinsame Normdatei: 143847708
- International Standard Name Identifier: 0000 0001 1653 8137
- Library of Congress Control Number: n83022336
- Mathematics Genealogy Project: 294702
- Nationale Bibliotheek van Israël: 987007404009605171
- Nederlandse Thesaurus van Auteursnamen: 106536869
- Système universitaire de documentation: 078140714
- Virtual International Authority File: 60451508
- WorldCat: E39PBJwxQbQXXCWt7Wfr9vHHmd